# 国父 (罗马帝国)
國父（有时也作，其複數形式为，意思是祖國之父）原本是罗马共和国和罗马帝国时期，一个向其拥有者表示敬意的头衔。意味着某人创建了一个新的国家，和拥有者在维护其祖国（罗马）的国家安全和领土完整等方面做出了杰出的贡献，在近代則多意指對於當前國家政權締造有特殊貢獻之人。

## 起源
与其他所有的罗马共和国的头衔一样，“祖國之父”的头衔也是由罗马元老院授予的。第一个接受“祖國之父”头衔的人乃是著名的演说家西塞羅。他因在前63年的执政官任期内镇压喀提林陰謀的参与者而获得了“祖國之父”的称号。第二个获此殊荣的便是大名鼎鼎的尤利乌斯·恺撒（前45年），此时他已经第二次被任命为独裁官，是罗马世界的唯一主人。

## 各國的頭銜
在前2年，元老院投票将此头衔授予屋大维，也就是罗马帝国的首位皇帝凯撒·奥古斯都。但是“祖國之父”这一头衔并没有因此成为代表皇帝权利与荣耀的称号（即“统帅、凯撒、奥古斯都、第一元老、最高祭司、保民官”）之核心的一部份；而屋大维的继任者提比里乌斯拒绝接受這項尊榮。后来，元老院将这一头衔授予很多位羅馬皇帝，通常都是在后者即位很多年以后（除了少数特别被元老们所尊崇的新皇帝，例如涅爾瓦）。因此，很多统治时间很短的皇帝都未获得这个头衔。
此外，在15世纪，美第奇家族的第一个佛羅倫斯僭主科西莫·德·美第奇在死后也被授予“祖国之父”的称号。

## 古罗马时期祖国之父获得者列表
| 获得者                                        | 授予日期      |
| --------------------------------------------- | ------------- |
| 西塞罗                                        | 前63年        |
| 尤利乌斯·恺撒                                 | 前45年        |
| 屋大维                                        | 前2年2月5日   |
| 卡里古拉                                      | 37年          |
| 克勞狄烏斯                                    | 42年1月       |
| 尼禄                                          | 55年          |
| 维斯帕西安                                    | 70年          |
| 提圖斯                                        | 79年6月       |
| 图密善                                        | 81年9月14日   |
| 涅尔瓦                                        | 96年9月       |
| 圖拉真                                        | 98年          |
| 哈德良                                        | 128年         |
| 安托尼努斯·比乌斯                             | 139年         |
| 马尔库斯·奥勒里乌斯和 路奇乌斯·维鲁斯（共治） | 166年         |
| 科莫德斯                                      | 177年         |
| 塞普蒂米烏斯·塞維魯                           | 193年         |
| 卡拉卡拉                                      | 199年         |
| 馬克利努斯                                    | 217年6月      |
| 埃拉伽巴路斯                                  | 218年         |
| 戈爾迪安三世                                  | 238年5月      |
| 普罗布斯                                      | 276年         |
| 戴克里先                                      | 284年11月20日 |
| 马克西米安                                    | 286年4月1日   |
| 君士坦丁一世                                  | 307年         |

注：除西塞罗和恺撒（罗马共和时期）外，其余皆为罗马帝国皇帝。